# Inning Inmaculado

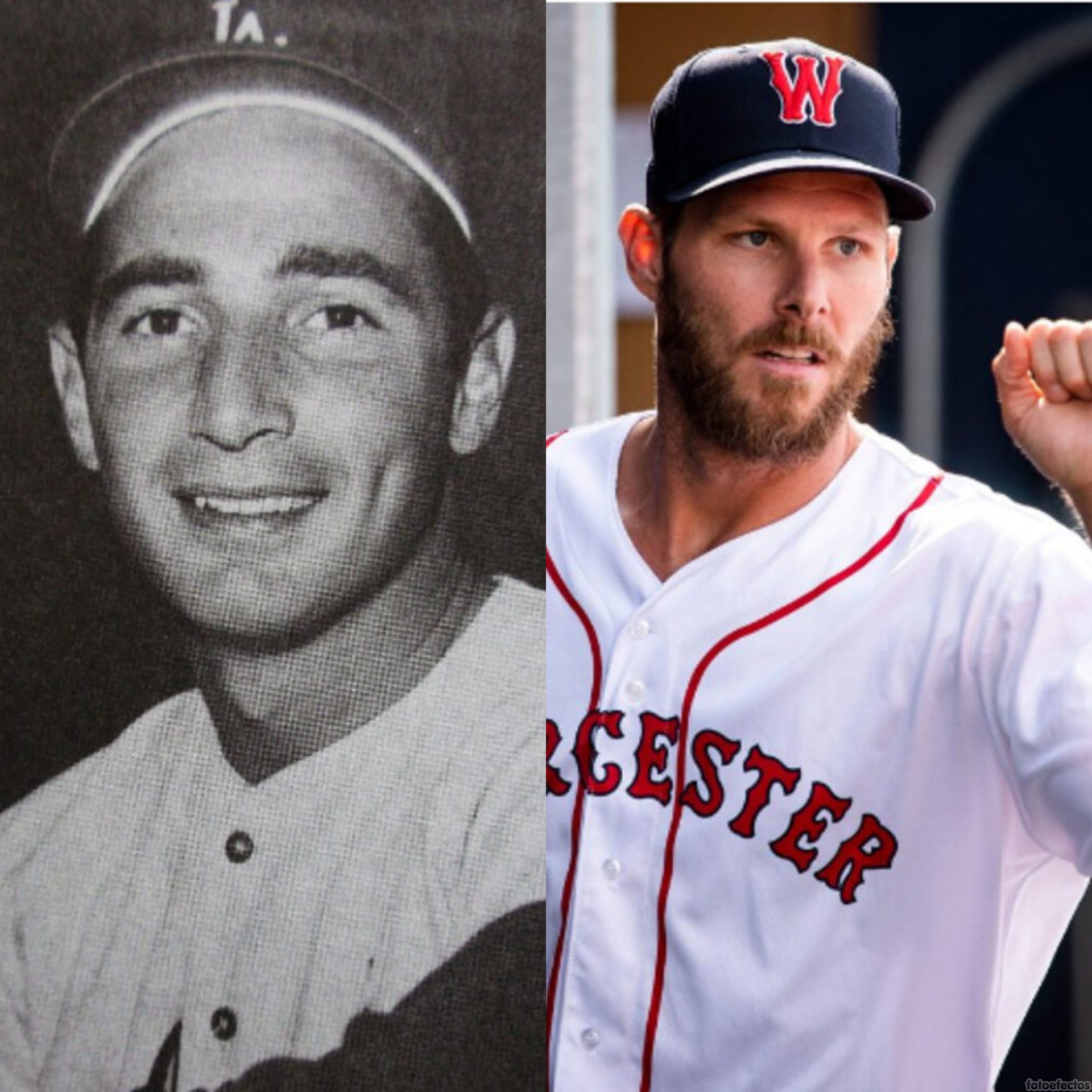
Sandy Koufax y Chris Sale Son los únicos que registraron un inning inmaculado tres veces.

En el béisbol, un strikeout se produce cuando un bateador acumula tres strikes durante su turno al bate. Un inning inmaculado (o inning perfecto) se produce cuando un lanzador registra tres strikeouts consecutivos en un inning, usando el número mínimo de lanzamientos (nueve). Noventa y seis lanzadores han registrado un inning inmaculado. La hazaña ha sido conseguida en 104 ocasiones en la historia de la MLB. El más reciente fue logrado por Ryan Pepiot en septiembre de 2024. Seis lanzadores lo lograron dos veces, y Sandy Koufax y Chris Sale registraron tres innings inmaculados.
El primer inning inmaculado ocurrió el 4 de junio de 1889, cuando John Clarkson puso fuera tres bateadores con sólo nueve lanzamientos. Sloppy Thurston, Nolan Ryan, Wade Miley y Thomas Pannone lo lograron en su primer año en el MLB. Danny Jackson es el único que logró un inning inmaculado en la Serie Mundial.